# الأزمة البوسنية
الأزمة البوسنية لعام 1908-1909، والمعروفة أيضًا باسم أزمة الضم أو أزمة البلقان الأولى، هي أزمة اندلعت في أوائل أكتوبر 1908 مع إعلان الإمبراطورية النمساوية المجرية لضم البوسنة والهرسك اللتين كانتا تحت سيطرة الدولة العثمانية. تسببت هذه الحركة التي تزامنت مع إعلان استقلال بلغاريا عن الدولة العثمانية (5 أكتوبر) في إثارة احتجاجات من جميع الدول الكبرى، وكذلك من جيران الإمبراطورية النمساوية المجرية من البلقان، صربيا والجبل الأسود. عُدلت معاهدة برلين في أبريل 1909 لفرض الأمر الواقع ووضع حد للأزمة. أضرت الأزمة بشكل دائم بالعلاقات بين الإمبراطورية النمساوية المجرية والدول المجاورة في إيطاليا، وصربيا، وروسيا. علاوة على ذلك، فقد ساعدت على المدى الطويل في إرساء أسس الحرب العالمية الأولى. على الرغم من أن الأزمة انتهت بما بدا أنه نصر دبلوماسي نهائي للإمبراطورية النمساوية المجرية، إلا أن روسيا أصبحت مصممة على عدم التراجع مرة أخرى، وسارعت في تعزيز قوتها العسكرية. أدت الأزمة أيضًا إلى تهدئة العلاقات النمساوية الصربية، والتي ظلت متوترة حتى عام 1914.

## خلفية
شهد منتصف سبعينيات القرن التاسع عشر سلسلة من التمردات العنيفة ضد الحكم العثماني في البلقان، إضافة إلى ردود فعل بنفس القدر من العنف والقمع من ناحية الأتراك. أراد القيصر الروسي، ألكساندر الثاني، التدخل ضد العثمانيين، وسعى بسبب ذلك من أجل الحصول على اتفاق مع الإمبراطورية النمساوية المجرية، وقد تمكن من الحصول عليه. في اتفاقيات بودابست لعام 1877، اتفقت القوتان (الإمبراطورية النمساوية المجرية وروسيا) على ضم بيسارابيا إلى روسيا، وعلى أن الإمبراطورية النمساوية المجرية سوف تتخذ موقفًا حياديًا تجاه روسيا خلال حربها المعلقة ضد الأتراك. وافقت روسيا على عملية ضم البوسنة والهرسك للإمبراطورية النمساوية المجرية كمقابل لهذه المساعدة.
أعلن الروس الحرب بعد الاتفاقيات بوقت قصير، وبعد قليل من الانتكاسات، تمكنوا من قيادة الأتراك عودةً إلى مسافة بضعة أميال من القسطنطينية. ما منع الروس من طرد الأتراك من أوروبا نهائيًا كان رغبة القوى العظمى الأخرى، وبالأخص بريطانيا والإمبراطورية النمساوية المجرية، في فرض اتفاقية مبكرة، والتي كانت اتفاقية لندن للمضائق لعام 1841، والتي نصت على أن مضائق القسطنطينية ستكون مغلقة للسفن الحربية أثناء فترة الحرب. كان أثر ذلك هو انحصار الأسطول الروسي في البحر الأسود، والذي سيكون عديم القيمة إذا ما أحكمت القوات الروسية سيطرتها على المضيق من الأراضي المجاورة له. فرض الروس معاهدة سان ستيفانو على العثمانيين بعد انتصارهم في الحرب، والتي تراجعوا فيها جزئيًا عن التعهدات التي تم الاتفاق عليها في اتفاقية بودابست، وأعلنوا أن البوسنة والهرسك سوف تحتلها القوات الروسية والنمساوية بصورة مشتركة.
أُلغِيَت معاهدة سان ستيفانو من قبل معاهدة برلين لعام 1878. بموجب المادة 29، حصلت الإمبراطورية النمساوية المجرية على حقوق خاصة في مقاطعات البوسنة والهرسك التابعة للدولة العثمانية، وكذلك في سنجق نوفي بازار. نصت المادة 25 على أنه: «ستُحتل وتُدار مقاطعات البوسنة والهرسك من قبل الإمبراطورية النمساوية المجرية»، وأيضًا «ستحتفظ الإمبراطورية النمساوية المجرية بالحق في الإبقاء على الحاميات وفي امتلاك طرق عسكرية وتجارية على كامل مساحة هذه القطعة [سنجق نوفي بازار] من ولاية البوسنة السابقة».
فصل سنجق نوفي بازار الجبل الأسود عن صربيا، ومنع الاتحاد الجغرافي والسياسي لهاتين الدولتين اللتين كانتا متوائمتين على نحو وثيق. كان الاحتلال النمساوي للسنجق ذا أهمية بالغة أيضًا لأنه قدم للإمبراطورية النمساوية المجرية منطقة انطلاق للتوسع المستقبلي المحتمل نحو ميناء سالونيك في بحر إيجة في مقدونيا الخاضعة للسيطرة العثمانية. كان السكان البوسنيين مُقسمين دينيًا بالفعل إلى مسلمين وكاثوليكيين ومسيحيين أرثوذكسيين. مارست الإمبراطورية النمساوية المجرية حقوقها بإحكام سيطرتها على البوسنة والهرسك، وباحتلال سنجق نوفي بازار بالمشاركة مع الإمبراطورية العثمانية. سمحت معاهدة برلين بالاحتلال النمساوي حصرًا للبوسنة والهرسك، ولكنها لم تحدد التدبير النهائي تجاه المقاطعات. سُلط الضوء على هذا السهو في معاهدة تحالف الأباطرة الثلاثة لعام 1881، حيث أيدت كل من ألمانيا وروسيا حق النمسا في ضم البوسنة والهرسك. على الرغم من ذلك، تمكنت الحكومة الإمبراطورية الروسية مرة أخرى من سحب دعمها للضم النمساوي للبوسنة والهرسك بحلول عام 1897، في عهد القيصر الجديد نيقولا الثاني. صرح وزير الخارجية الروسي، الكونت ميخائيل نيكولايفيتش ميريفياف، بأن ضم النمسا للبوسنة والهرسك سيثير «تساؤلًا بالغًا يتطلب تمعنًا خاصًا».
أغتيل ملك صربيا في انقلاب في عام 1903، وتولت العرش أسرة كاراجورجوفيتش الحاكمة الموالية لروسيا. انتقل النفوذ إلى العناصر التي كانت مهتمة على نطاق واسع بالتوسع في البوسنة. أراد هؤلاء الصربيون أخذ سنجق نوفي بازار إضافة إلى البوسنة والهرسك من أيدي الإمبراطورية النمساوية المجرية. تدهورت العلاقات بين صربيا والإمبراطورية تدريجيًا، ومن ناحية أخرى، تضاءلت قدرة روسيا على دعم صربيا بشكل ملحوظ بعد الإذلال العسكري في الحرب الروسية اليابانية لعام 1905، وبعد الاضطرابات الداخلية التي تلت الحرب.
بحلول عام 1907، استأنف وزير خارجية الإمبراطورية النمساوية المجرية ألويس أيرنتال صياغة خطة لتعزيز موقف الإمبراطورية النمساوية المجرية تجاه صربيا من خلال ضم البوسنة والهرسك. جاءت فرصته في شكل خطاب من وزير الخارجية الروسي ألكساندر إيزفولسكي، واجتماع لاحق للخطاب في قلعة بوخلاو في مورافيا بالإمبراطورية النمساوية المجرية.

## صفقة بوخلاو

### تبادل الخطابات
أرسل وزير الخارجية الروسي ألكساندر إيزفولسكي خطابًا إلى وزير خارجية الإمبراطورية النمساوية المجرية ألويس أيرنتال في 2 يوليو 1908، واقترح مناقشة التغييرات المتبادلة لمعاهدة برلين لعام 1878 لصالح المنفعة الروسية فيما يتعلق بمضيق القسطنطينية، ومنفعة الإمبراطورية النمساوية المجرية فيما يتعلق بضم البوسنة والهرسك وسنجق نوفي بازار. رد أيرنتال على المناقشات المقترحة بموافقة متسمة بالحذر في 14 يوليو. في 10 سبتمبر، بعد مناقشات طويلة ومعقدة داخل الحكومة الإمبراطورية، والتي تباحثت حول مقترحات إيزوفولسكي المعروضة على الإمبراطورية النمساوية المجرية، أوضح أيرنتال لإيزفولسكي مجموعة مختلفة قليلًا من المقترحات المضادة: ستسحب الإمبراطورية النمساوية المجرية قواتها من السنجق، في مقابل موقف روسي ودي تجاه ضم الإمبراطورية للبوسنة والهرسك. مضى الخطاب ليقترح نقاشًا وديًا حول مسألة المضيق كموضوع منفصل. اقترح أيرنتال أنه في حالة تحقق الاتفاق والوصول للبوسنة والهرسك، فإن حكومته لن تقرر تلقائيًا مع القوى الأخرى أن تدعم معارضة الإمبراطورية العثمانية (بما في ذلك الحرب) دعمًا جماعيًا، وذلك في حالة اقتراح الروس لاحقًا فرض حق، فيما يخص أسطول البحر الأسود، في استخدام وحماية سبيلهم إلى البحر المتوسط عبر مضيق البوسفور.

### الاجتماع في بوخلاو

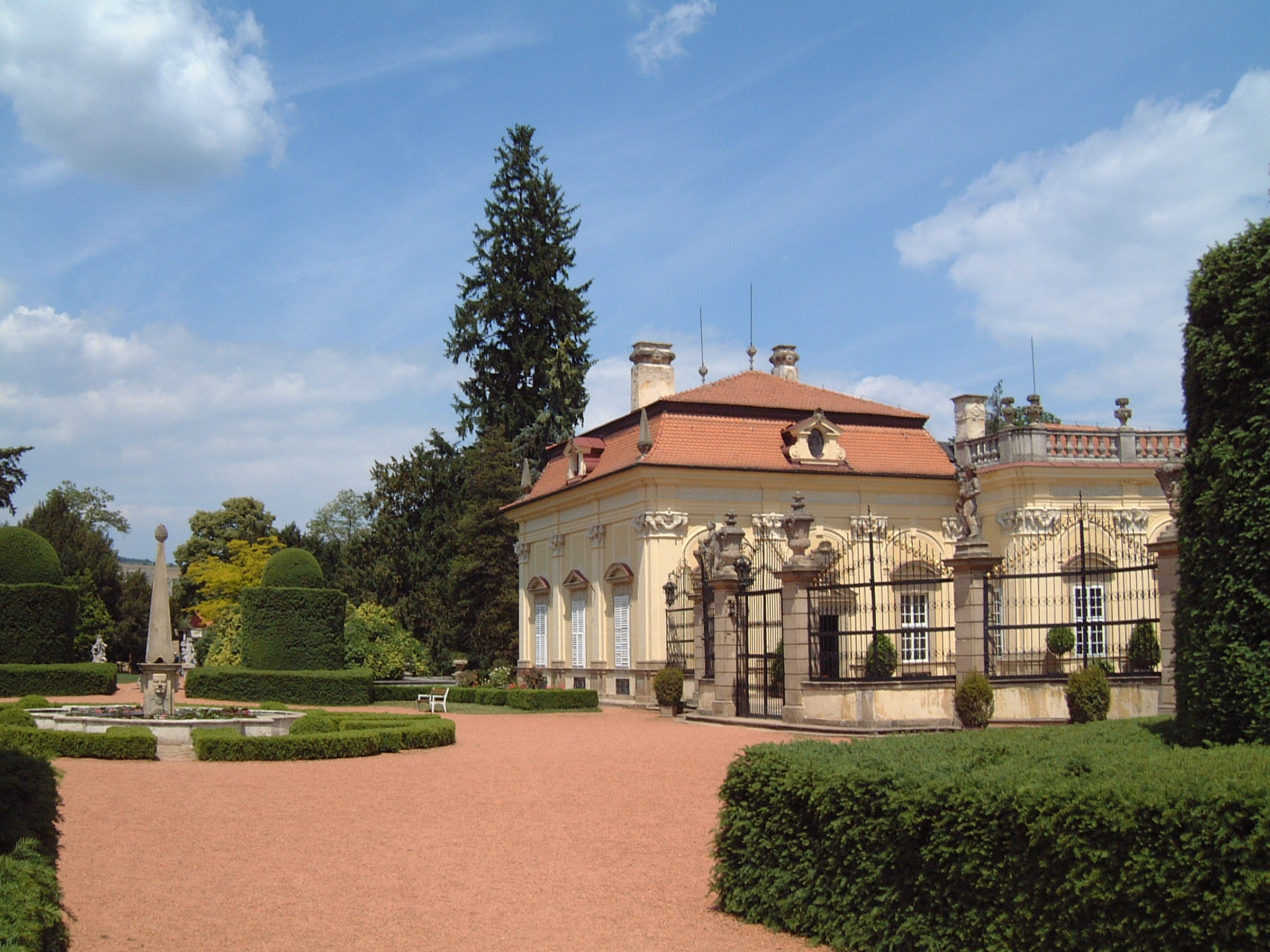
قلعة بوخلاو

التقى إيزفولسكي وأيرنتال وجهًا لوجه في قلعة بوخلاو في 16 سبتمبر. استمرت هذه الاجتماعات الخاصة لمدة 6 ساعات. قبل إيزفولسكي مسؤولية كتابة وثيقة باستنتاجات الاجتماعات وإحالتها إلى أيرنتال. ومع ذلك، عندما كتب أيرنتال إلى إيزفولسكي طالبًا هذه الوثيقة، أجابه إيزفولسكي بعد يومين بأن الوثيقة قد أُرسِلت إلى القيصر من أجل الموافقة عليها، ولكن تلك الوثيقة، إن وجدت من الأصل، لم تصدر قط.

### نسخة أيرنتال من الاتفاق
شملت رواية أيرنتال، التي قُدمت من قبل ألبرتيني، موافقة إيزفولسكي على أن روسيا ستحافظ على «موقف ودي خَيِّر» في حالة ضم الإمبراطورية النمساوية المجرية للبوسنة والهرسك. وبالمثل، ستحافظ الإمبراطورية النمساوية المجرية على موقف ودي إذا تحركت روسيا لفتح «المضيق أمام سفن حرب منفردة». اتفق الاثنان على أن النتيجة المحتملة للضم هي إعلان بلغاريا استقلالها الرسمي عن الإمبراطورية العثمانية، حيث كانت حينها ومنذ عام 1878 مستقلة فعليًا. لن تقدم الإمبراطورية النمساوية المجرية أي تنازلات إقليمية لصربيا أو الجبل الأسود، ولكنها لن تعارض التوسع الصربي في البلقان في حالة تأييد الدولتين للضم، كما أنها ستؤيد المطلب الروسي بتعديل المادة 29 من معاهدة برلين، والتي تقيد سيادة الجبل الأسود. اتفق الطرفان على أنه «من الممكن أن تحظى هذه التغييرات بالموافقة بعد التفاوض مع الباب العالي والدول الكبرى»، ولكن «لن يكون هناك المزيد من الحديث عن البوسنة والهرسك». كان من المرجح أن الضم سيحدث في بداية أكتوبر. لم يتم العثور على أصل الوثيقة المحتوية على رواية أيرنتال، ولذلك أضطُر المؤرخون أن يتدبروا أمرهم مع نسخة مكتبية غير مؤرخة من الوثيقة.

### نسخة إيزفولسكي
في 30 سبتمبر، أبلغت الإمبراطورية النمساوية المجرية إيزفولسكي، الذي كان في باريس حينها، أن الضم سيحدث في 7 أكتوبر. أعد إيزفولسكي في 4 أكتوبر تقريرًا بناءً على طلب من السفير البريطاني في فرنسا، فرانسيس بيرتي. صرح إيزفولسكي بموقفه تجاه المسألة، حيث كان يرى أن الضم كان مسألة ينبغي تسويتها بين الموقعين على معاهدة برلين. لن تعتبر روسيا الضم سببًا للذهاب إلى الحرب مع التعويض المتمثل في الانسحاب النمساوي-المجري من سنجق نوفي بازار، ولكنها ستصر مع حكومات أخرى على إجراء تغييرات على المعاهدة ملائمة لمنفعتهم، وسيشمل ذلك فتح المضيق (لصالح روسيا)، والاستقلال البلغاري، والتنازلات الإقليمية لصربيا، وإلغاء القيود المفروضة على سيادة الجبل الأسود بموجب المادة 29.

## الضم

البوسنة والهرسك ضمن الإمبراطورية النمساوية المجرية

في 6 أكتوبر، بعد يوم من إعلان بلغاريا استقلالها عن حكم الدولة العثمانية، أعلن الإمبراطور فرانتس يوزف لشعب الأرض العثمانية (التي احتلتها النمسا لمدة 30 عامًا) عزمه على الاعتراف بنظام حكم دستوري مستقل ومنحهم إياه تحت سلطته كصاحب السيادة الضام. أعلنت الإمبراطورية النمساوية المجرية انسحابها من سنجق نوفي بازار في اليوم التالي. لم تشمل معاهدة برلين الاستقلال البلغاري أو الضم البوسني، مما أدى إلى إثارة موجة من الاحتجاجات والمناقشات الدبلوماسية.

## الاحتجاجات والتعويضات
حشدت صربيا جيشها، وفي 7 أكتوبر، طالب مجلس التاج الصربي بإلغاء عملية الضم، أو بحصول صربيا على تعويض في حالة عدم حدوث الإلغاء. حددت صربيا هذا التعويض في 25 أكتوبر كقطاع من الأرض المارة عبر الجزء الشمالي الأقصى من سنجق نوفي بازار. رُفضت هذه المطالب في النهاية، ولكن تمكنت صربيا من السيطرة على السنجق بعد حروب البلقان.

### الدولة العثمانية
كان احتجاج الإمبراطورية العثمانية على إعلان استقلال بلغاريا أقوى من احتجاجها على ضم البوسنة والهرسك، واللتان لم تمتلك الإمبراطورية إمكانيات عملية كافية لحكمهما. حدثت مقاطعة للبضائع والمتاجر النمساوية-المجرية، وقد تسببت في خسائر تجارية للإمبراطورية النمساوية المجرية قدرت بأكثر من 100 مليون كرونة. في 26 فبراير، حسمت الإمبراطورية النمساوية المجرية المسألة من خلال معاهدة. وافقت الإمبراطورية على دفع 2.2 مليون ليرا عثمانية مقابل الأرض العامة في البوسنة والهرسك. لم يمكن عكس الاستقلال البلغاري.